# Осоргин, Михаил Михайлович (1861)
Михаи́л Миха́йлович Осорги́н (16 апреля 1861, Москва — 15 декабря 1939, Париж) — действительный статский советник (1903), камергер (1903), калужский уездный предводитель дворянства (1897—1898), гродненский (1903—1905) и тульский губернатор (1905—1907). В 1931 году эмигрировал во Францию, где принял сан священника и стал настоятелем храма в Кламаре.
Автор мемуаров "Воспоминания, или Что я слышал, что я видел и что я делал в течение моей жизни, 1861—1920." 
(https://feb-web.ru/feb/rosarc/mmo/mmo-011-.htm). Протоиерей.

## Биография
Происходил из московского дворянского рода Осоргиных: отец — Михаил Михайлович Осоргин, мать — княжна Мария Алексеевна Волконская.
В 1878 году поступил в младший специальный класс Пажеского корпуса. 8 августа 1880 года из камер-пажей произведён в Кавалергардский полк корнетом.
15 марта 1887 года причислен к Министерству народного просвещения, с откомандированием в распоряжение попечителя Московского учебного округа и 19 июня того же года зачислен в запас гвардейской кавалерии. В 1888 году исключен из запаса армии и назначен помощником Калужского уездного предводителя дворянства по учебной части.
В 1889 году отчислен от министерства и назначен сверхштатным старшим чиновником особых поручении при калужском губернаторе. С 1889 года в течение трёх трехлетии состоял членом Калужского уездного училищного совета. В 1890 году назначен земским начальником Калужского уезда.
В 1892 году избран кандидатом Калужского уездного предводителя и губернским гласным, которым он состоял два трехлетия. В 1895 году избран членом губернского училищного совета. В 1897 году избран калужским уездным предводителем дворянства, затем был попечителем сиротского земского дома, членом от земства Лесохранительного комитета и в совет отделения крестьянского банка.
В 1898 году назначен харьковским вице-губернатором и почётным членом Калужского отделения Епархиального совета. В 1902 году произведен в статские советники. В 1903 году назначен гродненским губернатором. В 1905 году назначен тульским губернатором, а 2 декабря того же года причислен к министерству.
В 1918 году был благовестником в московских храмах. С 1923 года жил под Москвой, давал уроки Закона Божьего и математики. В 1931 году эмигрировал с семьёй во Францию, жил в Кламаре (под Парижем). В 1931 году рукоположён в сан диакона, а затем — в священника и становится настоятелем домовой церкви святых равноапостольных царей Константина и Елены, устроенной в Кламаре в усадьбе К. А. Хрептович-Бутенёва.
С 1932 года преподавал Закон Божий в местной Четверговой школе. С 1933 года входил в Центральный Епархиальный комитет «Братская лепта» для оказания помощи голодающим в России. В 1935 был награждён золотым наперсным крестом. В 1937 году возведён в сан протоиерея.
Скончался 15 декабря 1939 года в Кламаре. Похоронен на местном кладбище.

## Семья
Осоргин обвенчался в Калуге 8 сентября 1886 года с княжной Елизаветой Николаевной Трубецкой (1865—1935), дочерью известного общественного деятеля Николая Трубецкого. В браке родились сыновья Михаил, Сергей, Георгий и дочери — Софья (Лопухина), Ульяна (Самарина), Мария, Антонина (в монашестве Серафима; 1901—1985).

Мать
Отец
Четыре поколения Осоргиных
С сыновьями Мишей и Сережей

## Труды
- ВОСПОМИНАНИЯ или Что я слышал, что я видел и что я делал в течение моей жизни 1861—1920 Архивная копия от 5 августа 2017 на Wayback Machine